# ベンケイ藤倉
ベンケイ藤倉（べんけい ふじくら、本名：藤倉 勉（ふじくら つとむ）、1947年8月24日 - 1998年7月）は、千葉県出身の元プロボクサー。元日本ミドル級チャンピオン。左右フック、アッパーの連打を得意とするファイターで、武蔵坊弁慶に扮してリングに登場するスタイルで人気を博した。

## 来歴
1964年デビュー。新人王獲りには失敗したが連勝を続け、1967年5月25日、溝口宗男の持つ日本ジュニアミドル級王座に挑戦したが、初回KO負けを喫す。
1968年11月、東洋ジュニアミドル級王者李アンサノに挑戦するが判定負け。同年12月25日、江藤義昭を破って遂に日本ミドル級王者となるが、1年後の1969年11月23日に行われた再戦では江藤の右ストレートを痛打され9回KO負け、王座を奪回された。
1970年3月26日、カシアス内藤のミドル級タイトルを狙ったが、上り調子の内藤に4回KO負け、この試合を最後に引退した。
1998年7月、心不全により死去。

## 通算戦績
43戦29勝（13KO）11敗3引分け